# II triumwirat

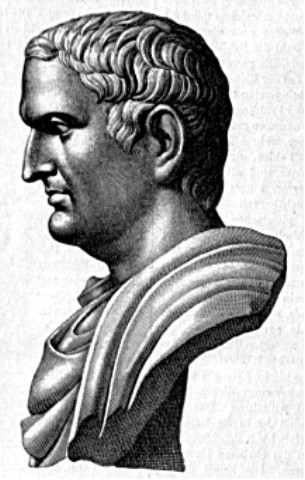
Popiersie Marka Antoniusza

II triumwirat – porozumienie zawarte w 43 r. p.n.e. pomiędzy Oktawianem, Markiem Antoniuszem i Markiem Lepidusem. Zostało powołane w celu uporządkowania sytuacji w Rzymie po śmierci Gajusza Juliusza Cezara i ukarania jego zabójców.
Pod koniec października 43 roku p.n.e. trzej przywódcy obozu cezariańskiego spotkali się – zachowując wszelkie środki ostrożności (nie ufali bowiem sobie nawzajem) – na jednej z wysp na Reno w pobliżu Bolonii i pod presją okoliczności, które niejako zmuszały ich do współdziałania, zawarli prywatne porozumienie w celu wspólnego rządzenia państwem. 
Głównym punktem zawartego porozumienia było ustanowienie nadzwyczajnego kolegialnego urzędu dyktatorskiego, który miał nosić nazwę tresviri rei publicae constituendae, tzn. kolegium trzech dla zaprowadzenia porządku w państwie. 27 listopada 44 r. p.n.e. na mocy ustawy trybuńskiej lex Titia urząd ten został sojusznikom powierzony do 31 grudnia 38 roku p.n.e. Choć nazwa urzędowa mogłaby to sugerować, celem triumwiratu nie było zreformowanie systemu politycznego Republiki, lecz rozprawienie się z zabójcami Cezara, którzy przez nowych dyktatorów uważani byli również za wrogów państwa rzymskiego.
Triumwirom przyznano szerokie kompetencje, które obejmowały nie tylko Rzym oraz Italię, lecz także Imperium Romanum. Z uwagi na perspektywę rychłej wojny z zabójcami Cezara uzyskali możliwość zadbania o to, by podczas ich nieobecności w Rzymie nie mogło dojść do nowego przewrotu politycznego. Chodziło przy tym nie tylko o to, że podobnie jak dyktator Cezar mogli z wyprzedzeniem na kilka kolejnych lat obsadzić swoimi zwolennikami „standardowe” urzędy i zachowali decydujący wpływ na rezultaty wyborów, które formalnie nadal przeprowadzano, lecz przede wszystkim o przyznanie im prawa do rozprawienia się z – faktycznymi i rzekomymi – wrogami w Rzymie i w Italii w taki sposób, w jaki uczynił to dyktator Sulla. Poza tym zostało im też przyznane prawo do wywłaszczenia osiemnastu gmin posiadających duże areały żyznych ziem uprawnych, które miały zostać rozparcelowane i przydzielone żołnierzom po zakończeniu wojny.
Triumwirowie podzielili się zadaniami w taki sposób, że Antoniusz i Oktawian mieli prowadzić działania wojenne na Wschodzie, a Lepidus miał podczas ich nieobecności pilnować spraw w Rzymie. Władza urzędowa, którą posiadali triumwirowie, była formalnie równa władzy konsularnej, lecz w przeciwieństwie do konsulów każdy z dyktatorów otrzymał w zarząd prowincję: Lepidus obie prowincje hiszpańskie oraz Galię Narbońską, Antoniusz – zgodnie z ustawą z 44 roku – Galię Przedalpejską oraz podbitą przez Cezara Galię Zaalpejską. Oktawian musiał się na razie zadowolić pozycją „młodszego wspólnika” – przyznano mu obie prowincje afrykańskie, tzn. prowincję Africa oraz utworzoną na terytorium niemal całkowicie zaanektowanego przez Cezara królestwa Numidii prowincję Africa nova, a także Sycylię i Sardynię; najpierw jednak musiał podjąć starania, aby faktycznie objąć je w posiadanie. W wypadku obu wysp udaremnił mu to Sekstus Pompejusz, którego flota panowała na morzu.
O tym, że Oktawian mimo jego udanego „zamachu stanu” z sierpnia 43 r. p.n.e. był przez Marka Antoniusza spychany na drugi plan, świadczyć może fakt, że dopiero co zdobyty urząd konsula musiał przekazać jednemu z jego zauszników, Publiuszowi Wentydiuszowi. Wywłaszczenie całych gmin odłożono na czas po zakończeniu wojny z zabójcami Cezara, jednak proskrypcje według sullańskiego wzorca rozpoczęto natychmiast. Ofiarą tej fali terroru padło podobno ok. 300 senatorów oraz 2000 ekwitów. Nawet jeśli komuś udało się uciec lub ukryć, jego majątek i tak był konfiskowany przez triumwirów, którzy przede wszystkim zainteresowani byli zgromadzeniem środków na sfinansowanie planowanych operacji militarnych. Jednak choć w wyniku proskrypcji w ich ręce wpadły majątki o olbrzymiej wartości, nadal brakowało im jeszcze 200 milionów denarów. Aby je zdobyć, sojusznicy zarządzili, że do kasy państwowej mają być odprowadzone półroczne dochody z nieruchomości (domów i gruntów), a majątki o wartości wyższej niż 100 000 denarów obłożyli pożyczką przymusową w wysokości 2%. Prócz tego wprowadzony został podatek od niewolników, a w Italii przywrócono cła. Planowano również opodatkowanie osobistego majątku 1400 zamożnych rzymskich matron, lecz z powodu ich gwałtownych protestów z tego projektu zrezygnowano.
Wschód nie doświadczył wprawdzie okrucieństw proskrypcji, ale także tam Brutus i Kasjusz z całą bezwzględnością ściągali z ludności pieniądze potrzebne na cele wojskowe. Dwa niezależne państwa, które chciały zachować swoją neutralność, republika morska Rodos oraz Związek Licyjski w południowej części Azji Mniejszej, latem 42 roku zostały zmuszone przez rzymskich wodzów do podporządkowania się ich woli. Rodos zostało zdobyte przez wojsko Kasjusza, a dzięki temu zgarnął on pieniądze i cenne kruszce o wartości 8000 talentów, czyli 48 milionów denarów.
Następnie, w 42 p.n.e., doszło do bitwy pod Filippi, gdzie triumwirowie pokonali zabójców Cezara. Później podzielili między siebie rzymskie imperium. Podział zmieniał się kilkukrotnie. Ostatecznie Antoniusz otrzymał Wschód, Oktawian Zachód, a Lepidus Afrykę. Italia miała być prowincją wspólną, Oktawian miał dopilnować przydziału ziemi w Italii weteranom. Triumwirat rozpadł się po usunięciu Lepidusa w roku 36 p.n.e. W 32 p.n.e. doszło do wojny między Markiem Antoniuszem i Oktawianem. W następnym roku Antoniusz przegrał bitwę pod Akcjum, a następnie popełnił samobójstwo (30 p.n.e.). Oktawian został jedynowładcą i pierwszym cesarzem Rzymu.